# KCTD14
KCTD14 (англ. Potassium channel tetramerization domain containing 14) – білок, який кодується однойменним геном, розташованим у людей на 11-й хромосомі. Довжина поліпептидного ланцюга білка становить 255 амінокислот, а молекулярна маса — 29 591.
| 10         |  | 20         |  | 30         |  | 40         |  | 50         |
| ---------- |  | ---------- |  | ---------- |  | ---------- |  | ---------- |
| MWQGCAVERP |  | VGRMTSQTPL |  | PQSPRPRRPT |  | MSTVVELNVG |  | GEFHTTTLGT |
| LRKFPGSKLA |  | EMFSSLAKAS |  | TDAEGRFFID |  | RPSTYFRPIL |  | DYLRTGQVPT |
| QHIPEVYREA |  | QFYEIKPLVK |  | LLEDMPQIFG |  | EQVSRKQFLL |  | QVPGYSENLE |
| LMVRLARAEA |  | ITARKSSVLV |  | CLVETEEQDA |  | YYSEVLCFLQ |  | DKKMFKSVVK |
| FGPWKAVLDN |  | SDLMHCLEMD |  | IKAQGYKVFS |  | KFYLTYPTKR |  | NEFHFNIYSF |
| TFTWW      |  |            |  |            |  |            |  |            |

A: Аланін

C: Цистеїн

D: Аспарагінова кислота

E: Глутамінова кислота

F: Фенілаланін

G: Гліцин

H: Гістидин

I: Ізолейцин

K: Лізин

L: Лейцин

M: Метіонін

N: Аспарагін

P: Пролін

Q: Глутамін

R: Аргінін

S: Серин

T: Треонін

V: Валін

W: Триптофан

Задіяний у такому біологічному процесі, як альтернативний сплайсинг. 